# Agaplesion Ev. Klinikum Schaumburg
Das Agaplesion Ev. Klinikum Schaumburg am Standort Vehlen in der niedersächsischen Stadt Obernkirchen entstand aus der Zusammenlegung der Kreiskrankenhäuser Rinteln und Stadthagen sowie des Agaplesion Ev. Krankenhaus Bethel Bückeburg. Das Klinikum ist zuständig für die medizinische Grundversorgung im Landkreis Schaumburg, der sich im Bereich zwischen Weserbergland, Ostwestfalen und dem Steinhuder Meer befindet. Es hat eine Kapazität von 437 Betten und gehört zur Agaplesion-Gruppe. Es ist Akademisches Lehrkrankenhaus der Westfälischen Wilhelms-Universität Münster.

## Struktur
Die beiden Kreiskrankenhäuser Stadthagen und Rinteln wurden in den niedersächsischen Krankenhausplan 2012 als Plankrankenhaus aufgenommen.
Die Krankenhäuser wurden bis 2016 mit dem Krankenhaus Bethel zusammengeführt. Das Krankenhaus Rinteln wurde im weiteren Verlauf geschlossen. Ein gemeinsamer Neubau mit 435 Betten entstand am Rand von Obernkirchen südlich der Ortschaft Vehlen. Aufgrund der Ende 2015 eingetretenen Insolvenz der Firma Imtech verschob sich der Umzug in das neue Gesamtklinikum in Vehlen bei Obernkirchen auf Herbst 2017.
Die Baukosten für das neue Klinikum in Obernkirchen wurden zunächst mit 135 Millionen Euro beziffert und beliefen sich tatsächlich auf knapp 140 Millionen Euro. Davon förderte das Land Niedersachsen den Neubau mit 95 Millionen Euro.

## Fachgebiete
- Innere Medizin
- Kardiologie inklusive Herzkatheterlabor
- Chirurgie
- Orthopädie
- Gynäkologie und Geburtshilfe
- Anästhesie- und Intensivabteilung
- HNO (nur Belegabteilung durch niedergelassenen HNO-Arzt)
- Pneumologie
- Pathologie
- Neurologie mit Stroke Unit (= Schlaganfallversorgung)
- Geriatrie
- Urologie
- Gastroenterologie
- Radiologie

## Kritik
Neben einer örtlichen Bürgerinitiative kritisierte auch der Niedersächsische Heimatbund (NHB) die Planung des Klinik-Neubaus am Standort Vehlen. Die Kritik richtete sich gegen den Standort „Auf der grünen Wiese“, mit den Folgen der Zersiedelung der Landschaft und dem damit einhergehenden Flächenverbrauch.
So fand die Planung des Neubaus Erwähnung in der Roten Mappe 2011, dem kritischen Jahresbericht des Niedersächsischen Heimatbundes zur Situation der Heimatpflege und des Naturschutzes an die Landesregierung, dessen Übergabe zentraler Bestandteil des jährlich vom NHB veranstalteten Niedersachsentages ist.
Die Antwort der Landesregierung und Erläuterungen dazu finden sich in der Weissen Mappe.